# Honschaft Combüchen

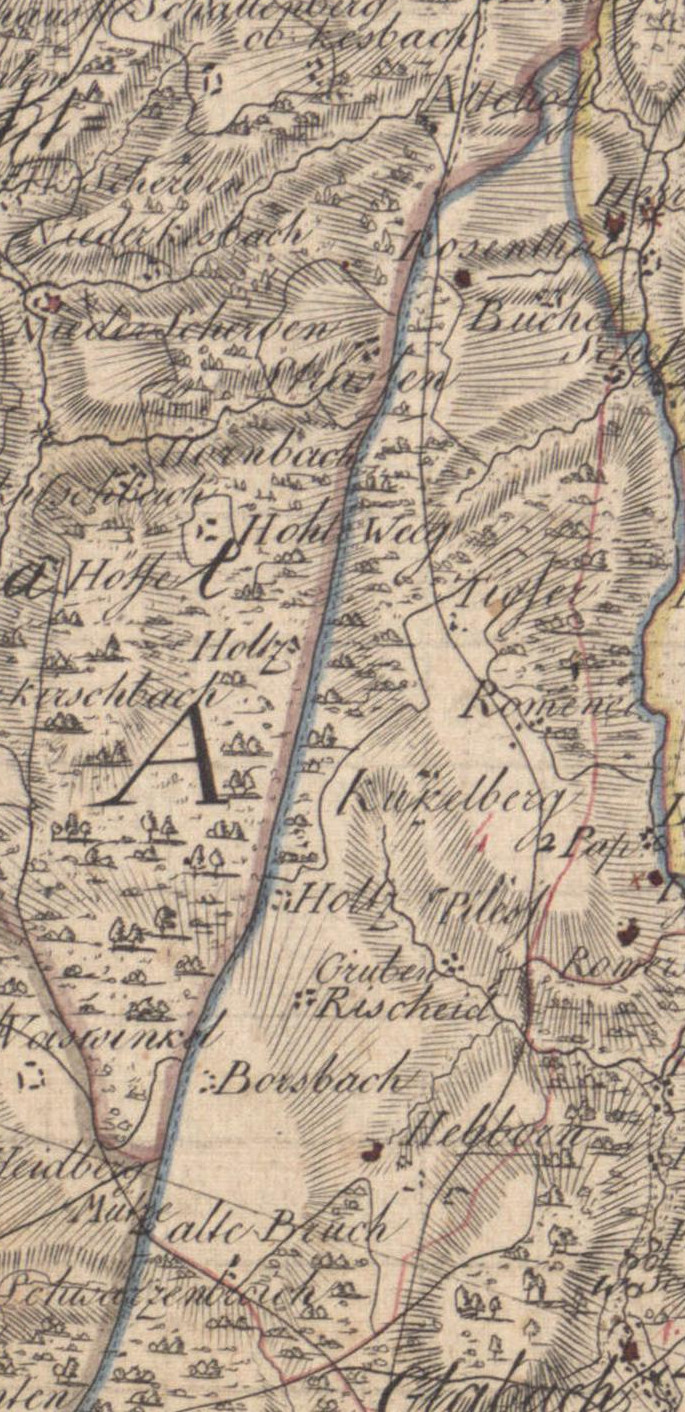
Auszug aus der Karte 1789 von Wiebeking: Honschaft Combüchen

Die Honschaft Combüchen oder auch Honschaft Oberpaffrath war vom Mittelalter in das 19. Jahrhundert hinein eine von zwei Honschaften im Kirchspiel Paffrath im Amt Porz im Herzogtum Berg.
Aus der Charte des Herzogthums Berg 1789 von Carl Friedrich von Wiebeking geht hervor, dass Combüchen Titularort der Honschaft war. Die Honschaft war dem Botenamt Gladbach zugeordnet und hatte ein eigenes Gericht im Kirchspiel Paffrath, das Hofesgericht Hebborn. In der Wiebekingschen Karte von 1789 sind die Grenzen der Honschaft Combüchen dargestellt; es entspricht in etwa der heutigen Gemarkung Combüchen. 
Zur Honschaft gehörten seinerzeit die Wohnplätze Borsbach (heute Unterboschbach), Büchel, Grube, Hebborn, Hebborner Hof, Holz (heute Oberholz und Unterholz), Kuckelberg, Mutz, Risch, Romaney, Rosenthal, Schiff und Siefen.
Unter der französischen Verwaltung zwischen 1806 und 1813 wurde das Amt Porz aufgelöst und Combüchen wurde politisch der Mairie Gladbach im Kanton Bensberg im Arrondissement Mülheim am Rhein zugeordnet. 1816 wandelten die Preußen die Mairie zur Bürgermeisterei Gladbach im Kreis Mülheim am Rhein.